# Antonino Paternò del Toscano
Antonino Paternò del Toscano (Catania, 27 gennaio 1827 – Napoli, 6 maggio 1893) è stato un politico italiano.

## Biografia
Figlio di Giambattista Paternò (Catania, 15 gennaio 1768 † ivi, 2 maggio 1830), III barone di Schisò, e di Giuseppa Paternò e Asmundo, ebbe con R.D. del 21 settembre 1858 il titolo di marchese del Toscano. Fu gentiluomo di camera di Ferdinando II delle Due Sicilie.
Dopo l'unità d'Italia fu sindaco di Catania dal 14 ottobre 1871 al 2 ottobre 1873, e poi dal 27 marzo 1878 al 2 gennaio 1879.
Sposò in prime nozze nel 1843 Liboria Paternò (dei principi di Manganelli) e Asmundo, e in seconde nozze nel 1845 Agata Alessi, dalla quale ebbe 4 figli, di cui il primogenito fu Giovambattista, mentre la figlia Agata andò in sposa ad Antonino Ferrarotto.